# International Swimming League
 (avril 2020).
Si vous disposez d'ouvrages ou d'articles de référence ou si vous connaissez des sites web de qualité traitant du thème abordé ici, merci de compléter l'article en donnant les références utiles à sa vérifiabilité et en les liant à la section « Notes et références ».
Pour les articles homonymes, voir ISL.
L' International Swimming League (ISL) est une compétition internationale de natation. Elle est structurée selon un système de ligue fermée répartie en deux conférences, avec une saison régulière et des playoffs. La conférence ouest regroupe les équipes de New-York, Washington, Los Angeles, Californie et Toronto. La conférence est regroupe les clubs de Londres, Paris, Rome, Budapest et Tokyo.

## Historique
L’International Swimming League (ISL) nait d'une idée de l’homme d’affaires Konstantin Grigorishin, un milliardaire russe d’origine ukrainienne,.
Ce projet fait suite à l'annulation d'une compétition organisée par Energy Standard en Italie, l'annulation étant liée à la menace de la FINA, Fédération internationale de natation de suspendre tous nageurs y participant afin de protéger son propre circuit de coupe du monde.

### Saison 1 (2019)
Le soutien des personnalités importantes chez les nageurs, comme l'Italienne Federica Pellegrini, la Hongroise Katinka Hosszú ou le Britannique Adam Peaty, contraint la FINA à suspendre les possibilités de sanctions.
La première épreuve se déroule à Indianapolis en octobre 2019,.

### Saison 2 (2020)
Modifiée et réorganisée en raison de la pandémie de Covid-19, la seconde édition de l'ISL débute à Budapest le 16 octobre 2020 et doit durer pendant environ un mois dans la capitale hongroise,. La phase finale aura également lieu à Budapest dans la foulée des qualifications. Pour parvenir à cette organisation, la direction de l'ISL a imposé que les nageurs et nageuses soient tous logés dans des hôtels situés sur l'île Marguerite, à un par chambre et sans pouvoir se réunir à la même table. Des promenades quotidiennes de 90 minutes sont autorisées mais sans pouvoir sortir de l'île.
Le 8 octobre 2020, BeIn Sports annonce qu'il diffusera sur ses antennes l'édition 2020.
Parmi les nouveautés, l'organisation propose des caméras sous l'eau au niveau de chaque couloir de nage afin de personnaliser l'offre pour les téléspectateurs.
Mi-novembre 2020, alors que la seconde édition disputée à Budapest doit se dérouler à huis clos, Hubert Montcoudiol, le directeur commercial de l'ISL, révèle que les revenus de la compétition "restent faibles". L'optimisme reste de mise avec une diffusion de l'événement dans 145 pays (contre 85 en 2019). Hubert Montcoudiol donne à la compétition entre "un et deux ans pour parvenir à l'équilibre" tout en limitant les possibilités d'un élargissement dans les saisons à venir.
L'édition 2020 de l'ISL est un succès sur le plan sportif avec de nombreux records du monde en petit bassin battus au cours de la compétition. Ainsi, le 21 novembre 2020, Caeleb Dressel bat les records du monde du 100 m papillon en 47"78 et du 50 m en 20"16. Le même jour, le Russe Kliment Kolesnikov améliore le record du monde du 100 m dos au départ du relais 4 nages (48"58). En demi-finales, c'est la Néerlandaise Kira Toussaint qui bat le record du monde du 50 m dos en 25"60 alors que l'équipe féminine d'Energy Standard (Femke Heemskerk, Siobhan Haughey, Pernille Blume et Sarah Sjöström) bat le record du monde du relais 4x100 m mais l'homologation du record est contestée du fait que les nageuses ont une nationalité différente. Le 22 novembre, Caeleb Dressel bat un troisième record du monde en abaissant le chronomètre à 49"28 sur le 100 m 4 nages.
La seconde épreuve de l'ISL est remportée le 22 novembre 2020 par les Cali Condors, portés par un Caeleb Dressel stratosphérique et auteur de trois records du monde en finale. Tenant du titre, l'Energy Standard prend la seconde position et le podium est complété par les London Roar, troisièmes.

### Saison 3 (2021)
Après la saison 2, Konstantin Grigorishin dévoile son ambition d'organiser davantage de matchs à partir de la troisième saison en 2021: "nous voulons en organiser entre 75 et 80 tout au long de la saison", dévoile-t-il alors que les JO de Tokyo auront lieu la même année. L'objectif du créateur de l'ISL est d'organiser quatre grands rendez-vous sur quatre continents différents, dans l'esprit des Grand Chelem de tennis, puis de mettre en place une grande finale en décembre. Selon lui, le calendrier international devra s'adapter et trouver des dates pour l'ISL car les athlètes semblent compter dessus dans les années à venir.
En mars 2021, l'ISL annonce que la saison 3 est prévue pour se dérouler en trois phases la même année :
1. La 1re ("saison régulière") - de fin août à fin septembre à Naples ;
2. La 2e ("play-offs") - du 18 au 28 novembre, avec les 8 meilleures équipes sur 10 qui s'affrontent sur des épreuves pendant 3 semaines à Eindhoven ;
3. La 3e ("finales") - les 3 et 4 décembre à Eindhoven, avec les 4 meilleures équipes de la compétition[21].

En avril 2021, l'organisation de l'ISL annonce vouloir créer un système de draft pour le lancement de la saison 3. À partir du 21 juin, les dix équipes devront donc choisir de nouveaux nageurs remis sur le marché afin de relancer le suspens et la concurrence.
Début décembre 2021, c'est l'Energy Standard qui remporte la saison 3 devant les Cali Condors et les London Roar. 

### Saison 4 (2023)
En mars 2022, l'ISL annonce via un communiqué qu'elle n'organisera pas sa 4e saison en 2022 mais plutôt en 2023 en raison de la guerre en Ukraine. Une décision impulsée par Konstantin Grigorishin, lui-même Ukrainien. 

## Format de compétition

### Saison ISL
La saison ISL est divisée en deux phases, dont la première est la phase régulière. Selon les résultats de chaque match régulier, les clubs gagnent des points : quatre pour la première place, trois pour la deuxième, deux pour la troisième et un pour la dernière. Après tous les matchs réguliers, les points sont additionnés et les quatre meilleurs clubs avec le plus de points se qualifient pour la deuxième étape de la saison, la finale. Lors de cette dernière phase, en un match, les quatre meilleurs clubs déterminent le vainqueur de toute la saison.

### Match ISL
Dans chaque match ISL, quatre clubs participent à la course. Un club ne doit pas avoir plus de 14 hommes et 14 femmes. Sur les 14 participants des groupes masculins et féminins, 12 peuvent participer individuellement et 2 seulement dans les courses de relais. Le match dure deux jours et comprend 37 (39) manches : 30 (32) individuelles, cinq courses de relais par équipes et deux courses de skin, course par élimination directe en trois étapes. Dans chaque course, deux représentants de chacun des clubs participent. Selon les résultats des courses, des points sont attribués : neuf pour le premier, sept pour le deuxième..., un pour le huitième. 
Les points des représentants du club sont ensuite attribués à leurs équipes respectives.
Une victoire dans une course ne garantit pas un maximum de points pour le club. Par exemple, les représentants de club qui terminent 1er et 7e d'une course gagneront moins de points pour leurs clubs respectifs que ceux qui terminent 2e et 4e : ils marqueront respectivement 11 et 12 points au total.
Un match est remporté par le club qui a marqué le plus de points dans les 37 courses. De même, les autres clubs sont répartis de la 2e à la 4e place. Théoriquement, un match pourrait être remporté par une équipe qui n'a remporté aucune course.
En 2019, l’ISL a débuté avec huit équipes, quatre équipes en provenance des États-Unis et quatre équipes européennes. En 2020, deux nouveaux clubs ont rejoint l’ISL, un club japonais et un club canadien.
| Équipe            | Ville         | A rejoint en | Manager du club   | Entraîneur      |
| ----------------- | ------------- | ------------ | ----------------- | --------------- |
| DC Trident        | Washington DC | 2019         | Kaitlin Sandeno   | Cyndi Gallagher |
| LA Current        | Los Angeles   | 2019         | Lenny Krayzelburg | David Mars      |
| New York Breakers | New York      | 2019         | Tina Andrew       | Martin Truijens |
| Cali Condors      | San Francisco | 2019         | Jason Lezak       | Jonty Skinner   |
| Titans de Toronto | Toronto       | 2020         | Robert Kent       | Byron MacDonald |

| Équipe          | Ville    | A rejoint en | Manager du club       | Entraîneur    |
| --------------- | -------- | ------------ | --------------------- | ------------- |
| Energy Standard | Paris    | 2019         | Jean-Francois Salessy | James Gibson  |
| London Roar     | Londres  | 2019         | Rob Woodhouse         | Mel Marshall  |
| Team Iron       | Budapest | 2019         | Dorina Szekeres       | Jozsef Nagy   |
| Aqua Centurions | Rome     | 2019         | Alessandra Guerra     | Matteo Giunta |
| ISL Tokyo       | Tokyo    | 2020         | Kōsuke Kitajima       | Dave Salo     |

## Règles techniques
Chaque match ISL est une rencontre entre quatre clubs. Chaque club représente au moins 24 et pas plus de 28 athlètes, dont 12 à 14 femmes et 12 à 14 hommes. Deux représentants (équipes de relais dans les courses de relais) de chacun des quatre clubs représentés concourent dans chacune des courses.
Le match ISL standard se déroule sur deux jours. Chaque journée de match se compose de trois séances de 30 à 35 minutes, séparées par deux pauses de 10 minutes.
Chaque jour, deux pistes voisines sont tirées au sort pour chaque club, après cela, les représentants du club vont faire leurs courses uniquement  sur ces pistes jusqu'à la fin de la journée. Si le premier jour, le club a joué sur les pistes centrales, le lendemain, il jouera sur les pistes extrêmes, et vice versa. Les demandes des nageurs peuvent être modifiées deux fois par jour : à la deuxième minute de la première pause et à la deuxième minute de la deuxième pause.
Au total, 37 manches ont lieu pendant le match, dont 30 courses individuelles auxquelles pas plus de 12 hommes et 12 femmes sont éligibles pour participer, cinq courses de relais obligatoires auxquelles tous les participants sont éligibles pour participer, et des courses d'élimination dans lesquelles peuvent également participer seuls les participants aux manches individuelles.
De plus, si deux clubs ou plus marquent le même nombre de points à la fin du match, une course de relais mixte 4 × 50 supplémentaire est organisée entre les représentants de ces clubs, à laquelle tous les athlètes ont le droit de participer et dont le vainqueur remporte le match. À la fin du match, les points entre les clubs sont répartis comme suit : quatre pour le premier, trois pour le deuxième, deux pour le troisième et un pour le quatrième. 
Les points sont attribués aux équipes à la fin de chaque match comme suit. 
| Place  | 1er | 2e | 3e | 4e |
| Points | 4   | 3  | 2  | 1  |

Deux meilleures équipes américaines et deux meilleures équipes européennes qui durant la première étape ont obtenu le plus grand nombre de points sont qualifiées pour la finale. Si deux équipes ont obtenu le même nombre de points, le gagnant est déterminé sur des critères additionnels. 
Les points sont distribués pour chaque match de la manière suivante :
| Place  | 1er | 2e | 3e | 4e | 5e | 6e | 7e | 8e | DNF | DSQ | DNS |
| Points | 9   | 7  | 6  | 5  | 4  | 3  | 2  | 1  | -2  | -2  | -4  |

### Course de relais
Un système de distribution des points spécifique a été introduit pour les courses de relais, qui marquent le double de points comparé aux courses individuelles.  Afin de forcer les athlètes à faire de leur mieux chaque fois qu'ils montent sur les blocs pour faire la course et pour éviter un manque d'engagement, des normes de temps minimum ont été établies. 
| Place  | 1er | 2e | 3e | 4e | 5e | 6e | 7e | 8e |
| Points | 18  | 14 | 12 | 10 | 8  | 6  | 4  | 2  |

### Amendes et pénalités
Temps standard - si un athlète ou une équipe de relais ne rentre pas dans le temps standard présenté ci-dessous, un point est soustrait de sa contribution au résultat de l'équipe (2 dans la course de relais) 
Dans le tableau ci-dessous, toutes les normes de temps minimum (SCM) pour les courses sont comparées aux records du monde. 
|                       | Distance | Hommes        | Record du monde |               | Femmes        | Record du monde |
| Freestyle             | 50       | 22 s 50       | 20 s 26         | 25 s 50       | 22 s 93       |                 |
| Freestyle             | 100      | 49 s 50       | 44 s 94         | 55 s 00       | 50 s 25       |                 |
| Freestyle             | 200      | 1 min 49 s 50 | 1 min 39 s 37   | 1 min 58 s 50 | 1 min 50 s 43 |                 |
| Freestyle             | 400      | 3 min 50 s 50 | 3 min 32 s 25   | 4 min 10 s 00 | 3 min 53 s 92 |                 |
|                       |          |               |                 |               |               |                 |
| Dos crawlé            | 50       | 25 s 00       | 22 s 22         | 28 s 50       | 25 s 67       |                 |
| Dos crawlé            | 100      | 54 s 00       | 48 s 88         | 1 min 1 s 00  | 55 s 03       |                 |
| Dos crawlé            | 200      | 1 min 58 s 00 | 1 min 45 s 63   | 2 min 11 s 00 | 1 min 59 s 23 |                 |
|                       |          |               |                 |               |               |                 |
| Brasse                | 50       | 28 s 50       | 25 s 25         | 31 s 50       | 28 s 56       |                 |
| Brasse                | 100      | 1 min 0 s 00  | 55 s 61         | 1 min 8 s 50  | 1 min 2 s 36  |                 |
| Brasse                | 200      | 2 min 12 s 00 | 2 min 0 s 16    | 2 min 28 s 50 | 2 min 14 s 57 |                 |
|                       |          |               |                 |               |               |                 |
| Papillon              | 50       | 24 s 00       | 21 s 75         | 26 s 50       | 24 s 38       |                 |
| Papillon              | 100      | 53 s 00       | 48 s 08         | 58 s 50       | 54 s 61       |                 |
| Papillon              | 200      | 1 min 59 s 50 | 1 min 48 s 24   | 2 min 12 s 00 | 1 min 59 s 61 |                 |
|                       |          |               |                 |               |               |                 |
| Mélange individuel    | 200      | 2 min 1 s 00  | 1 min 49 s 63   | 2 min 13 s 50 | 2 min 1 s 86  |                 |
| Mélange individuel    | 400      | 4 min 19 s 00 | 3 min 55 s 50   | 4 min 46 s 50 | 4 min 18 s 94 |                 |
|                       |          |               |                 |               |               |                 |
| Relais de style libre | 4 × 100  | 3 min 17 s 00 | 3 min 3 s 03    | 3 min 39 s 00 | 3 min 26 s 53 |                 |
| Relais quatre nages   | 4 × 100  | 3 min 35 s 50 | 3 min 19 s 16   | 4 min 2 s 00  | 3 min 45 s 20 |                 |
| Freestyle mixte       | 4 × 100  | 3 min 28 s 00 | 3 min 28 s 00   | 3 min 28 s 00 | 3 min 28 s 00 | 3 min 28 s 00   |

Si l'athlète (ou l'équipe de relais) a été disqualifié ou n'a pas terminé la course, alors aucun point n'est attribué à l'équipe et deux points sont déduits du résultat de l'équipe (quatre dans la course de relais). Si l'athlète (ou l'équipe de relais) n'a pas pris le départ, aucun point n'est attribué à l'équipe et quatre points sont déduits du résultat de l'équipe (huit dans la course de relais). 
| Place  | DNS | DNF | DSQ |
| Points | -4  | -2  | -2  |

Les athlètes précédemment disqualifiés pour avoir enfreint les règles antidopage sont bannis de la participation à l'ISL.

### Meilleur nageur (MVP)
Après chaque match et à la fin de la saison, le nageur le plus décisif, qui a rapporté  le plus de points pour le match (saison) à son équipe est élu. Le nageur le plus précieux peut être un homme ou une femme. Le nageur le plus précieux reçoit un prix en espèces.

### Course à élimination (skin race)
La course d'élimination se compose de trois manches avec un 50 m en nage libre, séparées par trois minutes de repos. Les athlètes ont le droit de passer du temps dans la piscine ou de travailler avec un masseur dans la période de trois minutes entre les nages. L'élimination déroule de la manière suivante : les quatre derniers nageurs quittent la course après la première étape, deux quittent la course après la deuxième. Ainsi, la dernière étape est un duel de deux nageurs les plus rapides. Les athlètes qui quittent la course doivent immédiatement se rendre dans leur zone de commandement respective.
Les couloirs que les athlètes qualifiés utiliseront lors de la manche suivante, doivent être déterminés en fonction de l'attribution des couloirs de leur équipe pour la journée. Les courses de skins ISL marquent comme suit : 
|           | Place  | DNS | DNF | DSQ | 8e | 7e | 6e | 5e | 4e | 3e | 2e | 1er |
| 1er round | Points | -4  | -2  | -2  | 1  | 2  | 3  | 4  |    |    |    |     |
| 2e round  | Points | -8  | -4  | -4  |    |    |    |    | 10 | 12 |    |     |
| 3e round  | Points | -12 | -6  | -6  |    |    |    |    |    |    | 21 | 27  |

### Budget
Le budget de la saison 2019 s'est élevé à 20 millions de dollars américains, dont plus de 6 millions de dollars pour le prize pool pour les athlètes.

## Palmarès
La finale 2019 s'est tenue au Mandalay Bay de Las Vegas,.
| Saison | Rds | Champion        | Deuxième        | Troisième    | Quatrième  |
| ------ | --- | --------------- | --------------- | ------------ | ---------- |
| 2019   | 7   | Energy Standard | London Roar     | Cali Condors | Courant LA |
| 2020   | 9   | Cali Condors    | Energy Standard | London Roar  | Courant LA |
| 2021   | 9   |                 |                 |              |            |

## Nominations
La Suédoise Sarah Sjöström est désignée MVP, Must Valuable player de la saison 2019, avec 243,5 points, devant l'Américain Caeleb Dressel qu'elle devance de 3,5 points.
Dressel est pour sa part désigné MVP du dernier événement de Las Vegas,.